# FK Shafa Baku
El Shafa Baku, comúnmente llamado Safa Baku, fue un club de fútbol de Azerbaiyán que jugó en la Liga Premier de Azerbaiyán, la liga de fútbol más importante del país.
Fue fundado en el año 1997 en la capital Bakú, jugando en la Liga Premier de Azerbaiyán desde 1999, jugando un total de 6 temporadas en las cuales nunca llegó a ganar el título de Liga, pero ganó el título de Copa 1 vez. A nivel internacional participó en 1 torneo continental, en la Copa de la UEFA 2001-02, en la que fue eliminado en la ronda preliminar por el NK Olimpija Ljubljana de Eslovenia.
El equipo desapareció durante el receso invernal de la temporada 2004/05 por motivos financieros.

## Palmarés
- Copa de Azerbaiyán: 1

2000/01

## Participación en competiciones de la UEFA
- Copa UEFA: 1 aparición

2002 - Ronda Preliminar

### Partidos en UEFA
| Temporada | Torneo    | Ronda      | País      | Club               | Casa | Visita | Global |
| --------- | --------- | ---------- | --------- | ------------------ | ---- | ------ | ------ |
| 2001/02   | Copa UEFA | Preliminar | Eslovenia | Olimpija Ljubljana | 0-3  | 0-4    | 0-7    |